# توندي أديبيمبي
توندي أديبيمبي (بالإنجليزية: Tunde Adebimpe)‏ هو فنان تشكيلي ومغني ورسام رسوم متحركة وموسيقي وممثل أمريكي، ولد في 25 فبراير 1975 بسانت لويس في الولايات المتحدة.

## أعمال

### أفلام
- ريتشل تتزوج (2008)
- لوترية (2010)
- سبايدرمان: العودة للوطن (2017)
- الأعاصير (2024)

## وصلات خارجية
- توندي أديبيمبي على موقع IMDb (الإنجليزية)
- توندي أديبيمبي على موقع الموسوعة البريطانية (الإنجليزية)
- توندي أديبيمبي على موقع ميوزك برينز (الإنجليزية)
- توندي أديبيمبي على موقع أول ميوزيك (الإنجليزية)
- توندي أديبيمبي على موقع أول ميوزيك (الإنجليزية)
- توندي أديبيمبي على موقع ديسكوغز (الإنجليزية)
- توندي أديبيمبي على موقع قاعدة بيانات الفيلم (الإنجليزية)